# Geometric Description Language
Il Geometric Description Language (ovvero Linguaggio di Descrizione Geometrica) o GDL è un linguaggio di programmazione affine al BASIC, usato dal programma ArchiCAD per generare e gestire elementi preconfezionati, come strutture complesse, arredi, simboli e altro.
Il codice GDL viene interpretato dal programma durante la generazione del modello, e questo consente di avere files di dimensione molto contenuta. Le istruzioni permettono di definire, anche in modo indipendente, sia gli aspetti 2D (simbolo planimetrico) che quelli 3D (modello solido) e tutti i relativi attributi (colori, materiali, ecc.).
Ma la caratteristica principale del GDL è la parametricità, grazie alla quale un singolo elemento può dare luogo ad innumerevoli varianti. Modificando il valore dei parametri, infatti, l'utente può modificare dimensioni, tipologie, forme, colori, materiali ecc.
Grazie ad appositi plug-in, gli oggetti GDL possono essere visualizzati ed esplorati in tutte le loro caratteristiche anche in altri programmi (come AutoCAD) e nei comuni browser Internet.